# Hoàng Hữu Nam

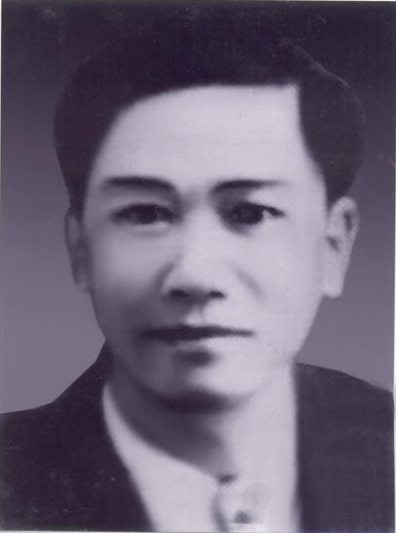

Phan Bôi, genannt Hoàng Hữu Nam (* 1911 in Điện Quang, Bezirk Điện Bàn, Provinz Quảng Nam; † 24. April 1947 in der Provinz Tuyên Quang), war ein vietnamesischer Unabhängigkeitskämpfer, der nach der Augustrevolution 1945 bis zu seinem frühen Tod zur Führungsriege der Việt Minh gehörte.

## Leben

### Revolutionäre Aktivitäten in der Jugend
Er entstammte einer einflussreichen Gelehrtenfamilie aus der zentralvietnamesischen Provinz Quảng Nam. Sein älterer Bruder war Phan Thanh, der ebenfalls politisch aktiv wurde. Phan Bôi besuchte das prestigeträchtige Collège Quốc Học in Huế, wurde aber der Schule verwiesen, nachdem er sich an den antifranzösischen Protesten beteiligt hatte, die durch die Festnahme des Phan Bội Châu (nicht verwandt) 1925 ausgelöst worden waren.
Er ging daraufhin zunächst nach Hanoi, wo er in einer Druckerei arbeitete und in nationalistischen und kommunistischen Kreisen politisch aktiv wurde. 1928 schloss er sich der Revolutionären Jugendliga, 1929 der neugegründeten Kommunistischen Partei Annams an. Im gleichen Jahr zog er nach Saigon und wurde Mitglied der ĐDCSĐ, die wenig später in der Kommunistischen Partei Vietnams aufging.
Am 8. Februar 1931 hielt er anlässlich des ersten Jahrestages des gescheiterten Yên-Bái-Aufstandes eine Rede vor dem örtlichen Fußballplatz im Anschluss an ein Spiel. Als ihn dabei ein verdeckter französischer Ermittler festnehmen wollte, wurde dieser von Phan Bôis Begleiter Lý Tự Trọng erschossen. Beide wurden kurz darauf von den Behörden gefasst. Lý Tự Trọng wurde im Alter von siebzehn Jahren hingerichtet, Phan Bôi zu zwanzig Jahren Haft auf der Gefängnisinsel Poulo Condore verurteilt.
Er wurde jedoch bereits 1936, nachdem in Paris die linke Front populaire an die Regierung gekommen war, im Rahmen eines Amnestieprogramms freigelassen. Über Đà Nẵng kehrte er nach Hanoi zurück und warb dort für die Indochinesische Kongressbewegung. In den folgenden Jahren wurde er journalistisch aktiv, verfasste vietnamesisch- und französischsprachige Artikel in diversen linken Zeitungen und wurde Mitglied des Herausgeberkomitees der kommunistischen Parteipresse. 1939 wurde er jedoch erneut von den Franzosen verhaftet und zunächst in Bắc Mê in Hà Giang inhaftiert, bevor er 1940 nach Madagaskar verbannt wurde.

### Zweiter Weltkrieg und Nachkriegszeit
Nach der Eroberung Madagaskar durch britische Streitkräfte 1942 während des Zweiten Weltkrieges wurden Phan Bôi und einige weitere vietnamesische Gefangene von einer Einheit der Special Operations Executive als Agenten angeworben und 1943/44 in Indien für verdeckte Operationen ausgebildet. Sie sollten das japanisch besetzte Indochina infiltrieren und dort Sabotageakte durchführen, lokale Widerstandsbewegungen organisieren und französische Gefangene befreien.
Im September 1944 wurden Phan Bôi und drei weitere Vietnamesen (Hoàng Đình Giong, Lê Giản und Dương Công Hoạt) mit einer Gefangenenbefreiung beauftragt; per Fallschirm landeten sie in der Nähe von Cao Bằng im bergigen Norden des Landes. Hier schlossen sie sich schnell den Việt-Minh-Widerstandskämpfern an, wo ihre erlernten Fähigkeiten und mitgeführte Ausrüstung äußerst willkommen waren. Mit der Möglichkeit, dass die Việt Minh bereits ein Jahr später die Macht übernehmen und den alliierten Truppen feindselig gegenüberstehen würden, hatten die Briten nicht gerechnet.
Phan Bôi – der nun den Kampfnamen Hoàng Hữu Nam führte – stieg schnell in die engste Führungsriege auf und wurde zu einem Vertrauten von Hồ Chí Minh. Nach der Ausrufung der Demokratischen Republik Vietnam im Rahmen der Augustrevolution 1945 übernahm er eine Reihe militärischer, politischer und diplomatischer Ämter. Er wurde Leiter des Präsidialamtes, Unterstaatssekretär des Innern sowie Vorsitzender des Obersten Komitees der Nationalen Verteidigung. Nach der ersten Parlamentswahl im Januar 1946 repräsentierte er seine Heimatprovinz in der Nationalversammlung und wurde als Stellvertreter des Innenministers Huỳnh Thúc Kháng bestätigt. Innerhalb der Partei galt er als einer der führenden Köpfe des moderaten Flügels, weshalb er auch gemeinsam mit Hoàng Minh Giám die Verhandlungen mit Frankreich leitete und maßgeblich am 6.-März-Abkommen beteiligt war. Im Herbst 1946 wurde er der Vertreter der Militärführung in der französisch-vietnamesischen gemischten Kommission und diskutierte als Frontmann Giáps am 3. November ergebnislos mit dem französischen General Georges Nyo. Während des Haiphong-Zwischenfalls ab dem 20. November verhandelte er direkt mit Pierre Lami und Raoul Herckel und einige Tage später mit Louis Morlière und Jean Sainteny, konnte aber den Ausbruch des Indochinakrieges nicht verhindern. Nach der Evakuierung der Việt-Minh-Führung aus Hanoi wurde er interimsweise Innenminister.
Im April 1947 ertrank Hoàng Hữu Nam im Klaren Fluss in der Provinz Tuyên Quang. Da er als guter Schwimmer bekannt war, wird sein Unfalltod gelegentlich angezweifelt. Gemäß einer Verschwörungstheorie wurde er getötet, da er aufgrund seiner britischen Ausbildung als nicht mehr vertrauenswürdig galt, nachdem kurz zuvor Loi Tek, der vietnamesischstämmige Führer der Kommunistischen Partei Malayas, als britischer Doppelagent enttarnt wurde.